# Edwards Pierrepont

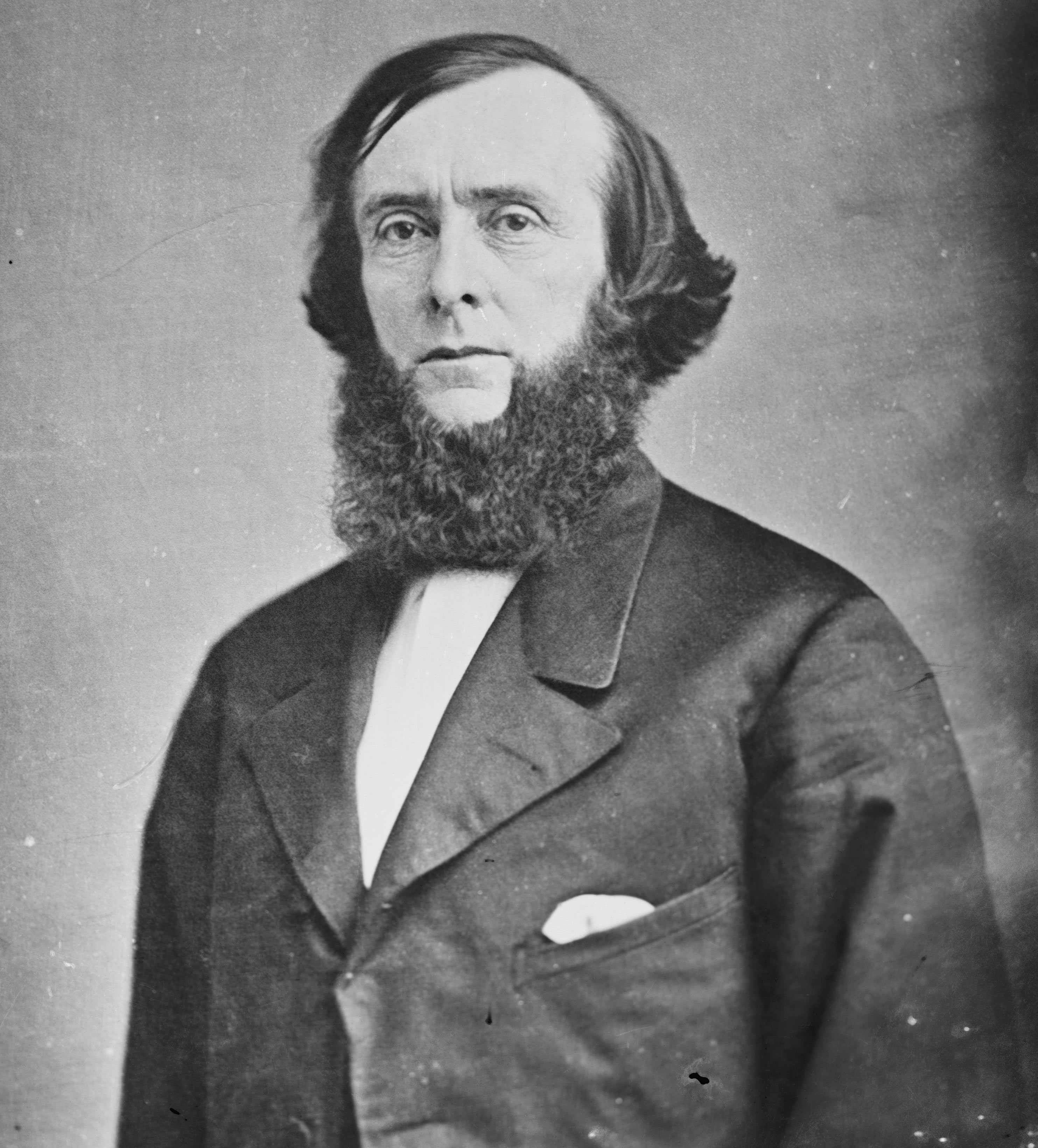
Edwards Pierrepont (um 1875)

Edwards Pierrepont (* 4. März 1817 in North Haven, Connecticut; † 6. März 1892 in New York City) war ein US-amerikanischer Jurist, Diplomat und Politiker, der dem Kabinett von US-Präsident Ulysses S. Grant als Justizminister angehörte.

## Studium und berufliche Laufbahn
Pierrepont absolvierte zunächst ein allgemeinbildendes Studium an der Yale University, welches er 1837 mit einem Bachelor of Arts (B.A.) beendete, und im Anschluss daran ein Studium der Rechtswissenschaften an der New Haven Law School. Nach der anwaltlichen Zulassung war er kurze Zeit als Tutor am Yale College und dann von 1840 bis 1845 als Rechtsanwalt in Columbus (Ohio) tätig.
Anschließend war er Rechtsanwalt in New York, ehe er von 1857 bis 1860 zum Richter an den New York Supreme Court berufen wurde. Nach seinem Rückzug aus der Politik war er ab 1877 wieder als Rechtsanwalt tätig.

## Politische Laufbahn

### Sezessionskrieg und Nachkriegszeit
Während des Sezessionskrieges wurde er 1862 zum Mitglied einer Militärkommission für die Angelegenheiten von Staatsgefangenen in Bundesmilitärgefängnissen ernannt. Zu Kriegszeiten führte er Spendensammlungen durch und versuchte damit die Grenzstaaten zwischen den Nord- und den Südstaaten zum Verbleib in der Union zu beeinflussen. Später unterstützte er trotz seiner bisherigen Zugehörigkeit zur Demokratischen Partei den republikanischen Präsidenten Abraham Lincoln bei dessen Wiederwahlbemühungen sowie später die Reconstruction unter Präsident Johnson.
1867 erfolgte seine Ernennung zum Leiter der Untersuchungen gegen John H. Surratt, der der Komplizenschaft mit dem Mörder von Präsident Lincoln, John Wilkes Booth, beschuldigt, aber letztlich freigesprochen wurde. Im selben Jahr war er Mitglied der Verfassungsgebenden Versammlung von New York.

### Justizminister unter Präsident Grant
Nachdem die Demokraten Horatio Seymour zum Kandidaten für die Präsidentschaftswahl 1868 nominiert hatten, verließ Pierrepont endgültig die Demokratische Partei und unterstützte den republikanischen Kandidaten Ulysses S. Grant.

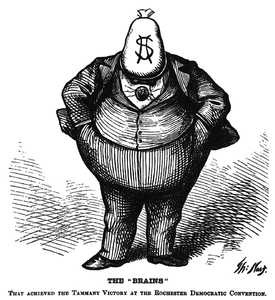
William Tweed in einer Karikatur von Thomas Nast: The brains that achieved the Tammany victory at the Rochester Democratic Convention

 Nach der Wahl von Grant zum US-Präsidenten erfolgte Pierreponts Ernennung zum United States Attorney for the Southern District of New York. Dieses Amt übte er bis 1870 aus, um danach als Mitglied des so genannten Committee of Seventy gegen die Korruption in New York um den Parteivorsitzenden William Tweed in der Tammany Hall, dem Parteisitz der New Yorker Demokraten, vorzugehen. 1873 lehnte er das Angebot des Präsidenten ab, als Gesandter nach Russland gehen, da aus seiner Sicht der Kampf gegen die Korruption noch nicht abgeschlossen war. Erst 1874 wurde Tweed wegen der massiven Korruption zu zwölf Jahren Haft verurteilt.
Am 26. April 1875 berief Grant ihn als Justizminister (Attorney General) in sein Kabinett, wo er auf George H. Williams folgte. Während seiner Amtszeit erfolgten aufgrund der Bemühungen von Finanzminister Benjamin Bristow insbesondere die Untersuchungen und Anklagen gegen die Mitglieder des so genannten Whiskey Ring.

### Gesandter in London
Bereits nach knapp 13 Monaten wurde Pierrepont jedoch am 22. Mai 1876 zum Gesandten in Großbritannien berufen. In diesem Amt verblieb er bis zum 1. Dezember 1877. Ihm folgte John Welsh.
In London setzte er sich intensiv mit dem britischen Finanzsystem auseinander. Nach seiner Rückkehr aus England verfasste er mehrere Schriften zum Finanzsystem der USA sowie zum Internationalen Finanzsystem. Darunter befand sich 1887 auch ein kontrovers diskutierter Aufsatz, das den Abschluss eines internationalen Vertrages zur Einrichtung einer gemeinsamen Währungspolitik forderte, die anstatt auf dem damals üblichen Goldstandard auf dem Silberstandard aufbauen sollte.
In späteren Jahren wurde er nicht nur mehrfach mit Ehrendoktorwürden der Yale University, der Columbia University sowie der Universität Oxford ausgezeichnet, sondern unternahm insbesondere im Mai 1883 mit seinem Sohn Edward Willoughby Pierrepont eine Forschungsreise nach Alaska. Nach ihrer Rückkehr verfassten beide einen anerkannten Aufsatz mit dem Titel Von der Fifth Avenue nach Alaska, für den der Sohn eine Gastmitgliedschaft der Royal Geographical Society von England erhielt.

## Veröffentlichungen
- Review by Judge Pierrepont of Gen. Butler’s Defense. New York 1865
- The Steamer Alabama, her Engine, Tackle etc. 1875